# Yūsha Raideen
Yūsha Raideen (勇者ライディーン - "Yūsha Raidīn" en japonés, "Raiden" en España y en EE.UU como "Brave Raideen" y "Heroic Rydeen" ) es una serie anime sobre Super robots, de 50 episodios de 30 minutos cada uno, que se estrenó en la televisión japonesa "TV Asahi" entre 1975 y 1976. En España se emitió a principios de la década del 2000 por el Canal 2 Andalucía y en algunas cadenas locales como Canal 53 Madrid.
Fue producida por Sunrise y Tohokushinsha, y dirigida por Yoshiyuki Tomino y Tadao Nagahama.

## Historia
Después de 12 milenios de sueño, el imperio del demonio despierta para conseguir el control de la Tierra. "Raideen", protector del antiguo continente perdido de Mu, es un robot gigante que despierta de dentro de su pirámide de oro al detectar la presencia malvada del imperio del mal, y se encargará de proteger Mu y la tierra. Para ello, Raideen solicitará la ayuda de "Akira Hibiki" que es descendiente de la población antigua de Mu. "Mari Sakurano" es una joven chica, hija de un importante científico, que ayudará a Akira.

## Reposiciones
- Raideen the Superior (超者ライディーン - "Chōja Raidīn" en japonés) en 1996, con una serie de 17 capítulos.
- Reideen en el 2007, con una serie de 14 capítulos.